# Verdeling van het Schwarzburger Oberherrschaft

Kaart van Schwarzburg in 1574.

In 1574 sloten Günther XLI en Albrecht VII van Schwarzburg een verdrag over de verdeling van het Schwarzburger Oberherrschaft, dat ze daarvoor gezamenlijk hadden geregeerd.

## Het verdrag
In 1571 werd het graafschap Schwarzburg volgens het Verdrag van Spiers uit 1570 verdeeld onder de vier zoons van graaf Günther XL. Johan Günther I en Willem moesten het Unterherrschaft onder elkaar verdelen, waarbij Johan Günther I Schwarzburg-Sondershausen en Willem Schwarzburg-Frankenhausen kreeg. Günther XLI en Albrecht VII kregen gezamenlijk het bestuur over het Oberherrschaft.
De gezamenlijke regering leidde tot kleine conflicten tussen de twee broers, en na drie jaar besloten ze hun gebieden te verdelen. Günther XLI en Albrecht VII voerden de onderhandelingen zelf, waarbij ze alleen hun broer Johan Günther I om raad vroegen. Günther XLI kreeg als oudste broer het deel met Arnstadt, het Rudolstadtse deel viel aan Albrecht VII. Tot het Arnstadtse deel behoorde behalve Amt Arnstadt ook de Ämter Käfernburg, Gehren, de helft van het Amt Schwarzburg en het Schwarzburgse Hof in Erfurt. Günther XLI kreeg daarnaast de beschikking over de opbrengsten van een aantal wijngaarden uit het Rudolstadtse Amt Blankenburg. Tot het Rudolstadtse deel behoorde naast het Amt Rudolstadt nog de Ämter Blankenburg, Leutenberg, Stadtilm, Paulinzella en de andere helft van het Amt Schwarzburg.
In plaats van het Amt Schwarzburg gemeenschappelijk te besturen, droeg Günther XLI het bestuur over zijn helft over aan Albrecht VII, die daarvoor 1093 gulden per jaar aan zijn broer moest afstaan.